# NBD Biblion
NBD Biblion, voorheen bekend als de Nederlandse Bibliotheek Dienst is een dienstverlenende organisatie voor bibliotheken, gevestigd in Zoetermeer.
Het bedrijf koopt namens veel openbare bibliotheken in Nederland boeken en overige media bij Nederlandse uitgevers. Het is een samenwerkingsverband van Nederlandse openbare bibliotheken, uitgevers en boekhandelaren. Het bestuur van de NBD Biblion bestaat uit vertegenwoordigers van de bibliotheek-, de uitgevers- en de boekhandelswereld.
NBD Biblion is een bedrijf dat zonder winstoogmerk probeert de 'gang van het boek' in bibliotheken te optimaliseren. Het selecteert, recenseert en beschrijft nieuwe boektitels en verzorgt het uitleenklaar leveren van jaarlijks ruim 2 miljoen exemplaren aan de Nederlandse openbare bibliotheken en schoolmediatheken. 
In 2022 maakte NBD Biblion een einde aan de samenwerking met een 700-tal recensenten en verving hen door kunstmatige intelligentie. Naar eigen zeggen wilde het daarmee de doorlooptijd van aankoopinformatie inkorten, wat echter kritiek opriep over kwalitatieve verwatering en de impact daarvan op het bibliotheekaanbod. Ook werden vragen gesteld bij het geheime karakter van de gebruikte software en bij de beknotting van de mogelijkheden tot evaluatie, door de bruuske overgang van menselijk naar machinaal.